# Reza Rahadian
Reza Rahadian Matulessy (ur. 5 marca 1987 w Bogorze) – indonezyjski aktor filmowy.
Jako aktor debiutował w serialu telewizyjnym Culunnya Pacarku z 2005 roku. Później grał w serialach Inikah Rasanya, Mutiara Hati, Cinta SMU 2, ABG i Aku Hamil. Szerszą rozpoznawalność przyniosła mu rola Samsuddina w filmie Perempuan Berkalung Sorban, dzięki której otrzymał nagrodę dla najlepszego aktora drugoplanowego (Festival Film Indonesia 2009).

## Filmografia (wybór)
- 2007: Film Horor
- 2008: Pulau Hantu 2
- 2009: Emak Ingin Naik Haji
- 2009: Perempuan Berkalung Sorban
- 2011: ?
- 2012: Habibie & Ainun
- 2013: Wanita Tetap Wanita
- 2015: Battle of Surabaya
- 2016: Rudy Habibie
- 2016: My Stupid Boss
- 2017: Critical Eleven
- 2019: Habibie & Ainun 3
- 2019: Twivortiare
- 2019: My Stupid Boss 2
- 2020: Toko Barang Mantan